# Nordea Open 2025
Nordea Open 2025 byl smíšený tenisový turnaj mužského okruhu ATP Tour a ženského okruhu WTA 125, hraný na antukových dvorcích s centrálním kurtem Båstad Tennis Stadium pro pět tisíc diváků. Sedmdesátý sedmý ročník mužského a čtrnáctý ženského Swedish Open probíhal mezi 7. a 20. červencem 2025 ve švédském Båstadu. Popáté nesl název severské bankovní skupiny Nordea se sídlem v Helsinkách, která se v říjnu 2019 stala generálním partnerem.
Mužská polovina dotovaná 596 030 eury patřila do kategorie ATP Tour 250. Ženská část s rozpočtem 115 000 dolarů byla součástí série WTA 125. Nejvýše nasazenými singlisty se stali dvacátý tenista žebříčku Francisco Cerúndolo z Argentiny a světová čtyřiašedesátka Lucia Bronzettiová z Itálie. Jako poslední přímý účastník do dvouhry nastoupil rakouský 131. tenista pořadí Sebastian Ofner. V důsledku invaze Ruska na Ukrajinu na konci února 2022 řídící organizace tenisu ATP, WTA a ITF s grandslamy rozhodly, že ruští a běloruští tenisté mohli dále na okruzích startovat, ale do odvolání nikoli pod vlajkami Ruska a Běloruska.
Třetí trofejí z dvouhry okruhu ATP Tour udržel 23letý Ital Luciano Darderi finálovou neporazitelnost. Čtvrtá singlová trofej v sérii WTA 125 posunula 24letou Italku Elisabettu Cocciarettovou zpět do první světové stovky. První společnou účast ve čtyřhře proměnili Argentinec Guido Andreozzi s Nizozemcem Sanderem Arendsem v triumf. Ženský debl ovládly Češky Jesika Malečková s Miriam Škochovou, pro jehož členky to byl třetí společný titul v této úrovni tenisu.

## Rozdělení bodů a finančních odměn

### Rozdělení bodů
| Soutěž       | Soutěž | vítězové | finalisté | semifinalisté | čtvrtfinalisté | 16 v kole | 32 v kole | Q  | Q2 | Q1 |
| ------------ | ------ | -------- | --------- | ------------- | -------------- | --------- | --------- | -- | -- | -- |
| dvouhra mužů | [ 3 ]  | 250      | 165       | 100           | 50             | 25        | 0         | 13 | 7  | 0  |
| čtyřhra mužů | [ 11 ] | 250      | 150       | 90            | 45             | 0         | —         | —  | —  | —  |
| dvouhra žen  | [ 4 ]  | 125      | 81        | 49            | 27             | 15        | 1         | —  | —  | —  |
| čtyřhra žen  | [ 12 ] | 125      | 81        | 49            | 1              | —         | —         | —  | —  | —  |

Vysvětlivky
1. ↑  Nasazení s volným losem do druhého kola v případě prohry neobdrželi žádné body.[10]

### Finanční odměny
| Soutěž                                  | Soutěž       | vítězové | finalisté | semifinalisté | čtvrtfinalisté | 16 v kole | 32 v kole | Q2      | Q1      |
| --------------------------------------- | ------------ | -------- | --------- | ------------- | -------------- | --------- | --------- | ------- | ------- |
| dvouhra mužů                            | [ 3 ] [ 13 ] | 90 675 € | 52 890 €  | 31 090 €      | 18 015 €       | 10 460 €  | 6 390 €   | 3 200 € | 1 745 € |
| dvouhra žen                             | [ 4 ]        | 15 000 $ | 8 400 $   | 5 800 $       | 4 000 $        | 2 400 $   | 1 300 $   | —       | —       |
| čtyřhra mužů                            | [ 11 ]       | 31 530 € | 16 940 €  | 9 910 €       | 5 500 €        | 3 240 €   | —         | —       | —       |
| čtyřhra žen                             | [ 12 ]       | 5 700 $  | 2 900 $   | 1 700 $       | 1 175 $        | 850 $     | —         | —       | —       |
| částky ve čtyřhrách jsou uvedeny na pár |              |          |           |               |                |           |           |         |         |

## Dvouhra mužů

### Nasazení
| Stát                           | Hráč                 | ATP | Nasazení |
| ------------------------------ | -------------------- | --- | -------- |
| Argentina                      | Francisco Cerúndolo  | 19. | 1.       |
| Nizozemsko                     | Tallon Griekspoor    | 31. | 2.       |
| Portugalsko                    | Nuno Borges          | 37. | 3.       |
| Argentina                      | Sebastián Báez       | 38. | 4.       |
| Argentina                      | Camilo Ugo Carabelli | 56. | 5.       |
| Itálie                         | Luciano Darderi      | 59. | 6.       |
| Bosna a Hercegovina            | Damir Džumhur        | 67. | 7.       |
| Česko                          | Vít Kopřiva          | 78. | 8.       |
| Žebříček ATP k 30. červnu 2025 |                      |     |          |

### Jiné formy účasti
Následující hráčí obdrželi divokou kartu:
- William Rejchtman Vinciguerra
- Elias Ymer
- Mikael Ymer

Následující hráči postoupili z kvalifikace:
- Nicolai Budkov Kjær
- Filip Misolic
- Thiago Monteiro
- Andrea Pellegrino

### Odhlášení
před zahájením turnaje
- Grigor Dimitrov → nahradil jej  Cristian Garín
- Hubert Hurkacz → nahradil jej  Jaime Faria

## Mužská čtyřhra

### Nasazení
| Stát                                                                                    | Hráč            | Stát       | Hráč           | ATP | Nasazení |
| --------------------------------------------------------------------------------------- | --------------- | ---------- | -------------- | --- | -------- |
| Argentina                                                                               | Guido Andreozzi | Nizozemsko | Sander Arends  | 80. | 1.       |
| Monako                                                                                  | Romain Arneodo  | Francie    | Manuel Guinard | 84. | 2.       |
| Švédsko                                                                                 | André Göransson | Brazílie   | Orlando Luz    | 84. | 3.       |
| Česko                                                                                   | Adam Pavlásek   | Polsko     | Jan Zieliński  | 87. | 4.       |
| Žebříček ATP k 30. červnu 2025; číslo je součtem žebříčkového postavení obou členů páru |                 |            |                |     |          |

### Jiné formy účasti
Následující páry obdržely divokou kartu:
- Erik Grevelius /  Adam Heinonen
- Olle Wallin /  Elias Ymer

Následující pár nastoupil z pozice náhradníka:
- George Goldhoff /  Grégoire Jacq

### Odhlášení
před zahájením turnaje
- Théo Arribagé /  Hugo Gaston → nahradili je  Théo Arribagé /  Tomás Barrios Vera
- Román Andrés Burruchaga /  Francisco Cerúndolo → nahradili je  Guillermo Durán /  Camilo Ugo Carabelli
- Hugo Dellien / Damir Džumhur → nahradili je  George Goldhoff /  Grégoire Jacq

## Ženská dvouhra

### Nasazení
| Stát                           | Hráčka                    | WTA  | Nasazení |
| ------------------------------ | ------------------------- | ---- | -------- |
| Itálie                         | Lucia Bronzettiová        | 63.  | 1.       |
| Francie                        | Loïs Boissonová           | 66.  | 2.       |
| Japonsko                       | Mojuka Učidžimová         | 72.  | 3.       |
| Španělsko                      | Nuria Párrizasová Díazová | 83.  | 4.       |
| Egypt                          | Majar Šarífová            | 86.  | 5.       |
| Chorvatsko                     | Antonia Ružićová          | 91.  | 6.       |
| Maďarsko                       | Dalma Gálfiová            | 110. | 7.       |
| Itálie                         | Elisabetta Cocciarettová  | 116. | 8.       |
| Žebříček WTA k 30. červnu 2025 |                           |      |          |

### Jiné formy účasti
Následující hráčky obdržely divokou kartu:
- Linea Bajraliuová
- Loïs Boissonová
- Caijsa Hennemannová
- Kajsa Rinaldová Perssonová

Následující hráčky nastoupily pod žebříčkovou ochranou:
- Berfu Cengizová
- Kaja Juvanová

### Odhlášení
před zahájením turnaje
- Polina Kuděrmetovová → nahradila ji Jekatěrina Makarovová
- Diane Parryová → nahradila ji  Irene Burillová
- Julia Putincevová → nahradila ji  Martina Trevisanová
- Darja Savilleová → nahradila ji  Louisa Chiricová
- Ella Seidelová → nahradila ji  Berfu Cengizová
- Iryna Šymanovičová → nahradila ji  Justina Mikulskytė
- Wang Sin-jü → nahradila ji  Mona Barthelová

## Ženská čtyřhra

### Nasazení
| Stát                                                                                    | Hráčka            | Stát     | Hráčka              | WTA  | Nasazení |
| --------------------------------------------------------------------------------------- | ----------------- | -------- | ------------------- | ---- | -------- |
| Japonsko                                                                                | Makoto Ninomijová | Japonsko | Mojuka Učidžimová   | 156. | 1.       |
| Česko                                                                                   | Jesika Malečková  | Česko    | Miriam Škoch        | 185. | 2.       |
| Česko                                                                                   | Anastasia Dețiuc  | Lotyšsko | Darja Semeņistajová | 231. | 3.       |
| USA                                                                                     | Jessie Aneyová    | USA      | Jessica Faillová    | 241. | 4.       |
| Žebříček WTA k 30. červnu 2025; číslo je součtem žebříčkového postavení obou členů páru |                   |          |                     |      |          |

## Přehled finále

### Mužská dvouhra
- Luciano Darderi vs.  Jesper de Jong, 6–4, 3–6, 6–3

### Ženská dvouhra
- Elisabetta Cocciarettová vs.  Katarzyna Kawaová, 6–3, 6–4

### Mužská čtyřhra
- Guido Andreozzi /  Sander Arends vs.  Adam Pavlásek /  Jan Zieliński, 6–7(4–7), 7–5, [10–6]

### Ženská čtyřhra
- Jesika Malečková /  Miriam Škoch vs.  Irene Burillová /  Berfu Cengizová, 6–4, 6–3